# Йосісіґе но Ясутане
Йосісіґе но Ясутане (933/934 — 27 листопада 1002) — середньовічний японський державний діяч, поет, письменник періоду Хейан. Родоначальник есеїстського жанру в японській літературі.

## Життєпис
Походив зі шляхетного роду спадкових астрологів Камо. Син придворного астролога Камо но Тадаюкі. Народився 933 або 934 року. Замолоду захопився літературою та буддистським вченням. Тому порушив родинну традицію, поступивши на літературне відділення Дайгаку (Вищої школи чиновників), чим сильно розчарував батька. В Дайгаку його наставником став відомий вчений Суґавара но Фумітокі. 957 року успішно склав випускний іспит і здобув ступінь з китайської літератури (сюсай). 964 року приєднався до Вчення Чистої Землі.
975 року отримав від імператора нове родове прізвище — Йосісіґе, заснувавши власний рід. Зробив непогану придворну кар'єру, досягши молодшого п'ятого рангу, очільника креслярів і редакторів Центрального міністерства, наставника принца Томохіра, сина імператора Муракамі.
З кінця 980-х років належав до найближчого оточення Фудзівара но Мітінаги. Водночас не полюбляв численні світські заходи. 986 року стає буддистським ченцем під ім'ям Якусін. З 997 року зовсім відійшов від світського спілкування, але продовжив написання творів (до кінця життя створив ще 17). Помер 1002 року у своєму маєтку Тітей (Альтанка у ставка), що розташовувалося на Шостій лінії південної частини столиці.

## Творчість
Відомий своїми численними творами, переважно присвячених буддистській тематиці. Лише в енциклопедії «Хонтьо мондзуй» їх міститься 22. Також склав твори «Ніхон-озьо ґокураку-кі» («Японські нотатки про відродження в раю») у 983—987 роках, й «Тітейкі» (Тітей но Кі) 982 року. Останній є важливим джерелом соціального життя японської столиці того часу. Інші прозорові твори Ясутане містяться у збірках «Кондзаку моноґатарі-сю», «Фукуродзосі» і «Удзі сюй-моноґатарі».
Крім того, є автором численних віршів-кансі і вака, які розміщено в антологіях «Вакан рьоей-сю», «Сюй вака-сю».